# Rio Grande Games
Pour les articles homonymes, voir Rio Grande.
Rio Grande Games est une société américaine basée à Rio Rancho (Nouveau-Mexique) spécialisée dans la publication de jeux de société en langue anglaise simultanément à leur sortie en langue originale, le plus souvent en allemand. Cette politique de publication simultanée permet de minimiser les coûts de production et d'offrir au public anglophone des jeux de bonne qualité. Le plus souvent, les éléments qui contiennent du texte sont les cartes, la boîte, et parfois le plateau de jeu, ce qui limite les coûts d'édition spécifiques.
Au-delà du public des joueurs américains, les publications de Rio Grande intéressent tous les joueurs qui ne lisent pas l'allemand mais lisent ou parviennent à comprendre l'anglais. C'est ainsi qu'une bonne moitié des jeux publiés par Rio Grande sont fabriqués en Allemagne, exportés aux États-Unis pour finalement repartir vers d'autres pays et souvent en Europe. En France, lorsqu'un jeu de société récent n'existe pas en langue française, il n'est pas rare que les détaillants préfèrent se procurer la version anglaise plutôt que la version allemande, même avec un léger surcoût, afin de satisfaire le plus de clients possibles.
Depuis 2005, Rio Grande est devenu éditeur principal de quelques jeux initialement allemands, comme Tikal ou Ricochet Robots. L'éditeur de jeux de société Abacus n'est plus en charge, sur ces produits, que du seul marché allemand.

## Jeux édités
- Asteroyds (Ystari Games, 2010)
- Ricochet Robots (Rasende Roboter, Hans im Glück, 1999)
- Tikal (Ravensburger, 1997)